# Infection communautaire
 (juin 2025).
Si vous disposez d'ouvrages ou d'articles de référence ou si vous connaissez des sites web de qualité traitant du thème abordé ici, merci de compléter l'article en donnant les références utiles à sa vérifiabilité et en les liant à la section « Notes et références ».
Une infection communautaire est une infection survenant en dehors d'un établissement de santé, par opposition à une infection nosocomiale. Ce type d'infection est le plus fréquent. Les germes en cause peuvent être des virus, des bactéries, des champignons ou des parasites. Ces germes sont caractérisés par une probabilité de résistance relativement faible, en comparaison avec ceux des infections nosocomiales. C'est notamment le cas pour ce qui concerne la résistance bactérienne.